# NetDoktor
netDoktor ist ein deutsches Online-Gesundheitsportal in Besitz des Verlagshauses Hubert Burda Media, das medizinisches Wissen und Gesundheitsinformation von Experten für Laien anbietet und sich über Werbung und Lizenzvergaben finanziert.

## Inhalte
netDoktor bietet Informationen zu Krankheiten, Symptomen sowie Untersuchungs- und Behandlungsmethoden und Laborwerten. In Form von Online-Artikeln berichtet das Portal über die häufigsten Volkskrankheiten. Darüber hinaus können sich Nutzer in Lexika und Ratgebern zu Themen wie Ernährung, Körperpflege, Sport, Kinderwunsch, Verhütung oder Schwangerschaft informieren. Daneben werden interaktive Elemente wie ein Symptomchecker, medizinische Selbsttests und Quiz, Apps wie der BMI-Rechner oder eine Pollenflugvorhersage angeboten. Die Nutzung der angebotenen Inhalte ist kostenlos.

## Geschichte
1997 gründeten der dänische Arzt Carl Brandt und der Journalist Rune Bech von der Zeitschrift „Politiken“ das Gesundheitsportal netDoktor in Dänemark. Das Konzept für die Webseite basiert auf den Forschungsergebnissen von Brandt über den Einfluss der Kommunikation zwischen Arzt und Patient. Brandts Arbeit zeigte als eine der ersten, dass die Art und Weise, wie Ärzte Informationen kommunizieren, ebenso wichtig ist wie die Informationen selbst. Gemeinsam mit dem Journalisten Rune Bech von der dänischen Zeitschrift „Politiken“ entwickelte Brandt daraufhin innerhalb weniger Wochen das Konzept der Website. Ihr Ziel: Allen Menschen Zugang zu zeitgemäßer und vor allem verständlicher medizinischer Information zu ermöglichen. Im Juni 1998 ging netDoktor in Dänemark online, die deutsche Version von netDoktor folgte 1999. Das Konzept wurde außerdem nach Norwegen, Österreich (netDoktor.at), Schweden und Großbritannien exportiert. 2007 wurde netDoktor von der Holtzbrinck eLAB GmbH gekauft, einem Tochterunternehmen der Verlagsgruppe Georg von Holtzbrinck, im August 2019 übernahm das Verlaghaus Hubert Burda Media schließlich die Seite. Am 29. November 2012 wurde das erste netDoktor-Magazin als Printmedium in Deutschland veröffentlicht. Zum 1. Februar 2021 übernimmt Hubert Burda Media die Digitalmarken netDoktor.at und netdoktor.ch von der österreichischen Medienmanagerin Eva Dichand.

### Projekte und Kooperationen
In Zusammenarbeit mit der Deutschen Telekom eröffnete netDoktor im August 2012 das Gesundheitsportal mydoc. netDoktor arbeitet mit zahlreichen privaten Krankenversicherungen zusammen und ist inhaltlich verantwortlich für deren gemeinsames Gesundheitsportal.

## Daten
netDoktor ist laut Arbeitsgemeinschaft Online Forschung e. V. mit 7,53 Millionen Unique Usern eines der führenden Online-Gesundheitsportale Deutschlands und hat einen Google PageRank von 6 (Stand Februar 2014). Im Februar 2017 verzeichnete netDoktor.de mehr als 6,9 Millionen Aufrufe.

## Redaktion
Die netDoktor-Redaktion besteht nach eigenen Angaben aus Medizinern, Biologen und Fachjournalisten. Der Head of Digital Content & Editorial Strategie ist Florian Tiefenböck. Die Redaktion wird von externen Mitarbeitern unterstützt.
netDoktor publiziert nach eigenen Angaben Informationen auf der Basis wissenschaftlich abgesicherter Erkenntnisse. Die Webseite trägt ein Transparenzzertifikat des Aktionsforum Gesundheitsinformationssystem (afgis) e. V.

## Rezeption
Das Portal erzielte das Qualitätsurteil „Gut“ (2,5) in der Ausgabe 6/2009 der Zeitschrift „test“ der Verbraucherorganisation Stiftung Warentest. Im Mai 2013 wurde netDoktor mit dem PrimeSite-Siegel des Verbands Deutscher Zeitschriftenverleger als top Onlinewerbeträger ausgezeichnet.